# Hiệp hội Báo chí thế giới
Hiệp hội Báo chí thế giới có tên ban đầu là World Association of Newspapers (WAN) là một tổ chức phi chính phủ, phi lợi nhuận quốc tế được thành lập vào năm 1948 bao gồm các hiệp hội báo chí trên thế giới.
Vào năm 2009 nó nhập với hội IFRA thành WAN-IFRA (World Association of Newspapers and News Publishers). Năm 2011 thành viên WAN-IFRA có 76 hiệp hội báo chí quốc gia, 12 hãng thông tin, 10 tổ chức báo chí vùng. Ngoài ra còn bao gồm các thành viên cá nhân là các chủ nhiệm ở trên 100 nước. WAN-IFRA có trụ sở tại Paris, Pháp.

## Mục đích
WAN mô tả mục đích của tổ chức mình:
- Bảo vệ tự do báo chí và sự độc lập về kinh tế của các tờ báo.
- Góp phần vào việc tiếp tục phát triển ngành báo chí bằng cách giúp đỡ vấn đề thông tin và liên lạc giữa các tờ báo trên toàn thế giới.
- Khuyến khích sự hợp tác giữa các thành viên trong tổ chức với nhau.

## Giải Bút vàng Tự do
Giải Bút vàng Tự do là một giải thưởng của Hiệp hội Báo chí thế giới (WAN-IFRA) thiết lập năm 1961, dành cho các cá nhân, các tổ chức có đóng góp xuất sắc vào việc bảo vệ và thúc đẩy tự do báo chí. Giải cũng nhằm hướng sự chú ý của các phương tiện truyền thông vào tình trạng các nhà báo phải đối diện với sự nguy hiểm, kể cả bị cầm tù, khi làm nghiệp vụ của mình.
Người được giải này năm 2014 là Eskinder Nega, một nhà xuất bản người Ethiopia, ký giả và người viết blog mà đang bị tù 18 năm theo một luật chống khủng bố. 

## Ngày Tự do Báo chí thế giới
Ngày Tự do Báo chí thế giới (World Press Freedom Day, WPFD) là ngày 3 tháng 5 dành riêng để cổ vũ và nâng cao nhận thức về tầm quan trọng của tự do báo chí trên toàn thế giới. Đó là ngày lễ quốc tế được UNESCO đề xuất và được Liên Hợp Quốc công nhận trong Nghị quyết A/RES/48/432.